# Svear

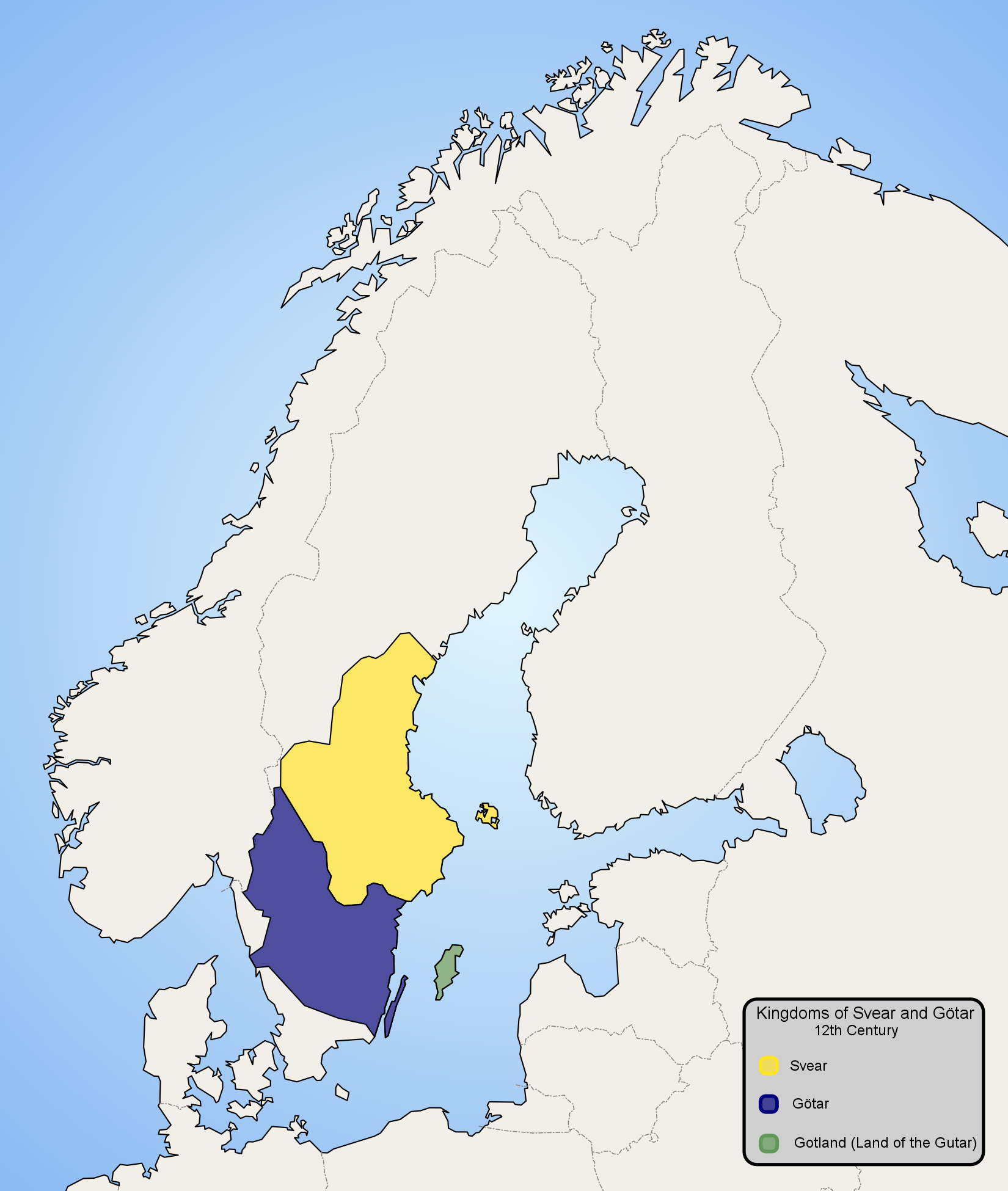
Sverige på 1100-talet, före införlivningen av Finland under 1200-talet.
Svear
Götar
Gutar

Svearna var en nordgermansk folkstam  som levde i nuvarande Sverige åtminstone från någon gång under vikingatiden, troligen långt tidigare, och framåt. Svearna ligger bakom nationsnamnet Sverige som är en sammandragning av "Svea rike" (Svea är fornsvenskt genitiv av svear). Historiskt har staten Sverige beskrivits som en fortsättning på ett Svea rike, en förmodad statsbildning skapad av svearna.
Den första gången svear möjligen omnämns i skrift är hos den romerske statsmannen och historikern Tacitus år 98 e.Kr. I sin bok Germania omnämner han svioner (latin: Suiones), som möjligen är språkligt besläktat med svear.
Goten Jordanes nämner sedan omkring år 500 suehans (-hans; ungefär "skara") och suetidi (möjligen samma som Svíþjóð och Svíþjúð). Dessa två namn syftar inte nödvändigtvis på svearna.

## Etymologi
Ett folk kan ha ett namn som de själva tagit eller som andra folk gett dem. (jfr "Inuit" och "eskimå") Ibland kan dessa namn något så när överensstämma. Namnet kan ha mångtusenåriga anor och gå så långt tillbaka i tiden att den första formen av namnet tillkom när folket levde någon annanstans än det gör idag. Språk som fornnordiska och forngermanska och latin fanns inte för 8000 år sedan, däremot olika dialekter av ett ursprungligt indoeuropeiskt språk.
Formen suiones dyker upp i Tacitus Germania och en liknande form uppträder i anglosaxiskans swēon(as) och formen sueones dyker upp i Adam av Bremens krönika. I Jordanes Getica uppträder formerna suehans och suetidi. I islänningasagorna kallas de svíar.
Adolf Noreen var den förste som föreslog att suiones är den latinska formen av ett urgermanskt *swihoniz vilket skulle ha betydelsen "de egna, vi själva". I det urindoeuropeiska språk som språkforskarna försöker gissa sig till genom att gå bakåt från de äldsta indoeuropeiska språken, antas också formen "swe" eller "sui" betyda "själv", "oss", "oss själva", "vårt" eller något liknande. Samma gissade urindoeuropeiska har även snarlika ord som ofta har med vatten att göra, både "regn" och "sund"/"vik". Liknande ord, som "sueid" leder till betydelsen "skinande" / "gyllene", men många ord som kan kopplas språkhistoriskt till olika stammar i västra och östra Europa har en betydelse som kan tolkas som ljushyllt eller blond.
Formen *swihoniz skulle i Wulfilas gotiska ha haft formen *swaíhans, vilket i Jordanes gotiska skulle ha blivit suehans. Den motsvarande urnordiska formen skulle då ha varit *swehaniR. Denna form skulle enligt de ljudförändringar som fornnordiskan genomgick ha blivit svíar. En delvis liknande tolkning gjordes av Otto von Friesen som föreslog att namnet härleds ur roten *swe (egentligen samma rot som Noréen betecknade som *swih- och som ligger till grund för suus) och skulle då ursprungligen ha varit ett adjektiv *sweoniz med betydelsen "släkt". Då skulle den gotiska formen ha varit *swians och h:et i suehans skulle ha varit ett inskott. Den urnordiska formen skulle då ha varit *sweoniR vilket också skulle ha utmynnat i de historiskt attesterade formerna. Julius Pokorny (1959) menar också i Indogermanisches etymologisches Wörterbuch att Suiones och svíar är härledda från samma rot som ligger till grund för suus och betyder "egen"; han betecknar denna rot som *su¸e-, en variant av *se-. Samma åsikt anammas av Elof Hellquist i Svensk etymologisk ordbok (1922) och likaledes av Oskar Bandle (2002). Ett liknande ursprung anses ligga till grund för folknamnet sveber, varav det moderna Schwaben är härlett.
Av namnet svíar bildades under fornnordisk tid även adjektivet svænskr, det vill säga dagens svensk. Egentlig substantivform saknades. Istället användes beteckningar som utgick från adjektivet, till exempel "svensk man" eller bara "svensk". Detta ledde under senare delen av medeltiden till en begreppsförvirring som kom att leda till dagens pluralform "svenskar".
Det urgermanska *swihoniz eller *sweoniz blev del av olika sammansättningar. En av dessa var fornnordiskans Svíþjóð eller Svíþjúð (där Sví bokstavligen betyder "de egna/vi själva/oss/vårt" eller något liknande, och þjúð bokstavligen betyder "folk", dvs. ungefär "vårt folk"). I anglosaxiskan var formen Swēoðēod (Beowulf). Denna sammansättning uppträder på runstenar i lokativen i suiþiuþu (Aspa Löt, Södermanland), a suiþiuþu (Simris, Skåne) och a suaþiauþu (Tirsted, Lolland). Den danska källan Scriptores rerum danicarum från 1200-talet nämner en plats kallad litlæ swethiuthæ vilket troligen är holmen Sverige nära Stockholm.[källa behövs] Det är intressant att notera att den enda stam som uppvisat ett liknande namn var goterna som från namnet *gutans (jämför suehans) bildade namnet gut-þiuda.
Namnet Svitjod och dess olika former gav upphov till det latinska namnet för Sverige: Suethia, Suetia och Suecia liksom namnen på Sverige i västgermanska språk som engelskans Sweden och tyskans Schweden.
En annan sammansättning var Svíariki (fornisländska), Suiariki (forngutniska i Gutasagan) eller Swēorice (anglosaxiska i Beowulf). Formen Swēarike utvecklades under 1400-talet till Sverighe på samma sätt som bakare blev bagare och mik blev mig. Gustav II Adolf använde formen Swirge och idag uttalas namnet svärje medan stavningen Sverige har blivit standard.
Andra sammansättningar var Swēoland (anglosaxiska i Ottars resa) och Svíaveldi (isländska sagor).

## Historia
Skriftliga källor saknas i stort sett för tiden före 1100-talet. Utöver germanska legender och nordisk mytologi finns det få källor som beskriver dem, trots att en stam som troligen motsvarar svearna nämndes så tidigt som under det första århundradet efter Kristus.

### Romarna
Det finns två källor från det första århundradet som citeras när det handlar om svearna. En av dessa är en romersk expedition ca 25 e.Kr. och som beskrivs utförligt av Plinius den yngre. Denne berättar att romarna hade rundat den Cimbriska halvön (dvs. Jylland) och anlänt i den Codanska bukten (Kattegatt?). Där fanns flera öar varav den mest kända var Scatinavia (i den tidigaste utgåvan av Pomponius Melas De Situ Orbis (III, 6, 54) skriven trettio eller fyrtio år tidigare benämnt Codannovia). Öns storlek ansågs okänd, men i en del av den bodde en stam som kallades hillevionum gente i 500 byar och de betraktade sitt land som en värld för sig.
Det som har slagit kommentatorer är att denna stora stam är okänd för eftervärlden, om det inte är fråga om en felskrivning för Illa suionum gente, vilket då skulle betyda ungefär "de beryktade svearna".

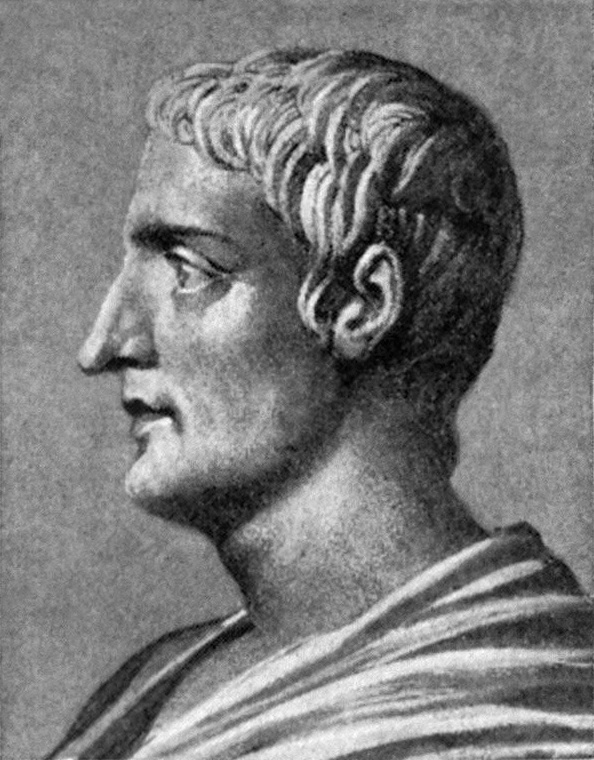
Tacitus

Tacitus skrev år 98 att svionerna var en mäktig stam vars militära försvar är styrt av en kungamakt, anmärkningsvärda inte bara för deras krigare utan också för deras stora flotta med fartyg som såg likadana ut i både för och akter:
Härefter komma ute i själva oceanen svionernas folkområden, vilka äro mäktiga icke allenast genom manskap och vapen utan även genom flottor. Skeppens byggnad är därigenom egenartad, att icke allenast fram- utan även bakstammen bildar en för landning lämplig stäv. Varken föra de segel eller fastgöra de årorna i rad längs skeppsborden. Lösa, såsom det brukas på åtskilliga floder och flyttbara allt efter förhållandenas krav, lika användbara åt ömse håll, anbringas årorna. Här står även rikedom i anseende, och därför råder envälde utan alla inskränkningar, med obetingad rätt till åtlydnad. Också är bärandet av vapen icke, såsom hos övriga germaner, vars och ens rättighet, utan vapnen förvaras inneslutna under bevakning, vilken till på köpet förrättas av en träl. Alla oförutsedda angrepp från fiendehåll hindras nämligen av oceanen, och dessutom göra sig sysslolösa hopar av väpnade lätt skyldiga till självsvåld.  Säkerligen är det därför mycket klokt och förnuftigt av konungamakten att varken anförtro en ädelboren eller en friboren eller ens en frigiven tillsynen över vapnen. (översättning N. E. Hammarstedt, Hugo Gebers förlag 1916)

### Jordanes
Efter Tacitus är det först på 500-talet som ett folk som möjligen är identiskt med svearna åter dyker upp i källorna. I Jordanes Getica omnämns dels namnet suehans, som han säger har utmärkta hästar liksom tyringarna (alia vero gens ibi moratur Suehans, quae velud Thyringi equis utuntur eximiis), dels suetidi, som många anser är ytterligare ett benämnande av svearna, det vill säga Svitjod, men där informationen tagit andra vägar. Dessa utklassade resten i hållning (Suetidi, cogniti in hac gente reliquis corpore eminentiores).

### Anglosaxarna
Nästa omnämnande av svearna dyker upp i 500-tals eller 600-talskvädet Widsith på rad 32 där också sveakungen 
Ongentheow nämns: 
| Raderna 30–33:                        |                                            |
| Wald Woingum, Wod þyringum,           | Wald Woingarna, Wod thüringarna,           |
| Sæferð Sycgum, Sweom Ongendþeow,      | Saeferth Sycgarna, svearna av Ongendtheow, |
| Sceafthere Ymbrum, Sceafa Longbeardum | Sceafthere ymbrarna, Sceafa langobarderna, |

I Beowulfkvädet som utspelar sig under 500-talet (dateringen av själva kvädet varierar mellan 700-talet och 1000-talet) nämns inte bara Ongentheow utan också hans söner Ohthere och Onela och sonsonen Eadgils. Detta kväde handlar dock i huvudsak om danerna och geaterna (antingen götar, jutar eller gutar), men beskriver ingående konflikterna mellan geater och svear och i slutet förutspås det att geaterna ska bli anfallna av svearna ännu en gång.
På 800-talet berättar Wulfstan att svearna härskar över både Blekinge, Möre, Öland och Gotland.

### Rimbert
I Rimberts krönika över Ansgars liv får vi veta att sveakungen Björn sände en budbärare till kejsar Ludvig den frommes hov och bad om missionärer. De anlände ca 830 och grundade en kortlivad församling. Rimbert berättar också om strider i Kurland under sveakungen Olof.

### Adam av Bremen
Adam av Bremen berättade mot slutet av 1000-talet om svearna och att de hade många fruar, var hårda mot brottslighet och var mycket gästfria. Han berättar också om hednatemplet i Uppsala och om deras rike.
Han beskriver svearna som bestående av flera stammar, att de var mäktiga sjökrigare och använde sin flotta för att hålla grannarna i schack. Deras kungar var av en gammal ätt, men de var beroende av folkets vilja. Det som beslutats av folket var viktigare än kungens åsikter, försåvitt inte kungens åsikter verkade klokast, och då lydde de oftast. I krigstider lydde de dock kungen blint, eller den som kungen utsåg till härledare. Om krigslyckan var emot dem bad de till en av sina många gudar och var tacksamma mot denne om de vann.

### Nordiska källor
Gesta Danorum och de isländska sagorna skrevs ned under 1100-talet, 1200-talet och 1300-talet och var tidigare viktiga för svensk historieskrivning. I dessa sagor skrivs mycket om svearna och sveariket och det går inte att utesluta att åtminstone en del information bygger på historiska händelser. Så nämns till exempel tre kungar Ottar Vendelkråka, Ale den uppländske och Adils, som sannolikt motsvarar Beowulfkvädets Ohthere och Onela och Eadgils. Det är dock inte helt säkert att dessa uppgifter är oberoende. Svearna benämns även i Gutasagans berättelse om Avair Strabain.
Snorre Sturlasson beskriver i Ynglingasagan att Oden och hans folk invandrade från "Asland" eller "Ashem", öster om Don, för att bosätta sig i Sigtuna. En invandring till området norr om Mälaren skedde möjligen efter mitten på 400-talet då en omvälvning skedde i landskapet och i gravskicket.
På Pireuslejonet finns där även spår av att Svearna har ristat in sin egen härkomst enligt Erik Brates översättning 1913.
Brates översättning är den mest trovärdiga och vedertagna, men inte den enda tolkningen. Runorna blev ristade någon gång under 1040-talet. Det skulle göra dem till den äldsta bevarade nordiska skriften med namnet svear utanför Norden, även om namnet Svitjod (fornnordiska för Sverige) förekommit på en del runstenar.
hiuku þir hilfninks milum
hna en i hafn þesi þir min
eoku runar at haursa bunta
kuþan a uah
riþu suiar þita linu
fur raþum kul uan farin
I denna hamn högg dessa män runor efter Horse, den raske bonden. Svear ombesörjde detta på lejonet